# El Puerto (Chiapas)
El Puerto es una localidad del estado mexicano de Chiapas. Es parte del municipio de Venustiano Carranza.

## Demografía
| Gráfica de evolución demográfica |
|                                  |

| Censo | Población |
| ----- | --------- |
| 1940  | 345       |
| 1950  | 343       |
| 1960  | 488       |
| 1970  | 543       |
| 1980  | 651       |
| 1990  | 571       |
| 2000  | 876       |
| 2010  | 1 092     |
| 2020  | 1 751     |